# باشگاه فوتبال کوربی تاون
باشگاه فوتبال کوربی تاون (به انگلیسی: Corby Town Football Club) یک باشگاه فوتبال در شهر کوربی، کشور انگلستان است که در سال ۱۹۴۸ میلادی تأسیس شده‌است. این تیم در حال حاضر در لیگ لیگ جزیره شمالی(سطح ۷ و ۸ هرم لیگ های انگلیس) بازی می کند.

## افتخارات
- لیگ جنوبی
  - ۲۰۰۸-۲۰۰۹، ۲۰۱۴-۲۰۱۵

- لیگ کشور های متحد
- ۱۹۵۰-۱۹۵۱، ۱۹۵۱-۱۹۵۲
- لیگ نورث‌همتون‌شایر
- ۱۹۵۰-۱۹۵۱، ۱۹۶۲-۱۹۶۲، ۱۹۷۴-۱۹۷۵، ۱۹۸۲-۱۹۸۳، ۲۰۰۹-۲۰۱۰، ۲۰۱۲-۲۰۱۳[۱]